# Radolina

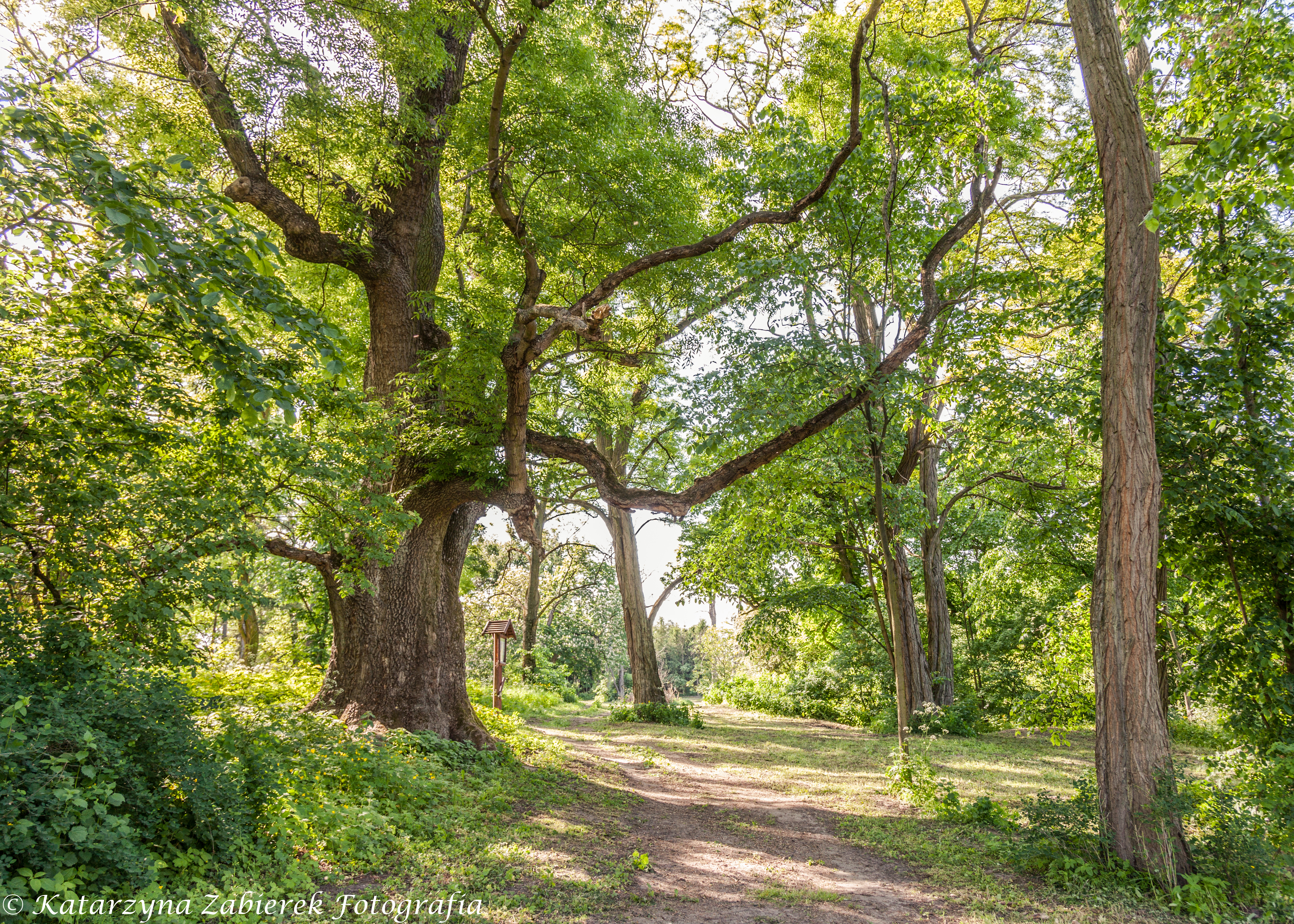
Najstarsze drzewo rosnące w parku w Radolinie- jesion wyniosły

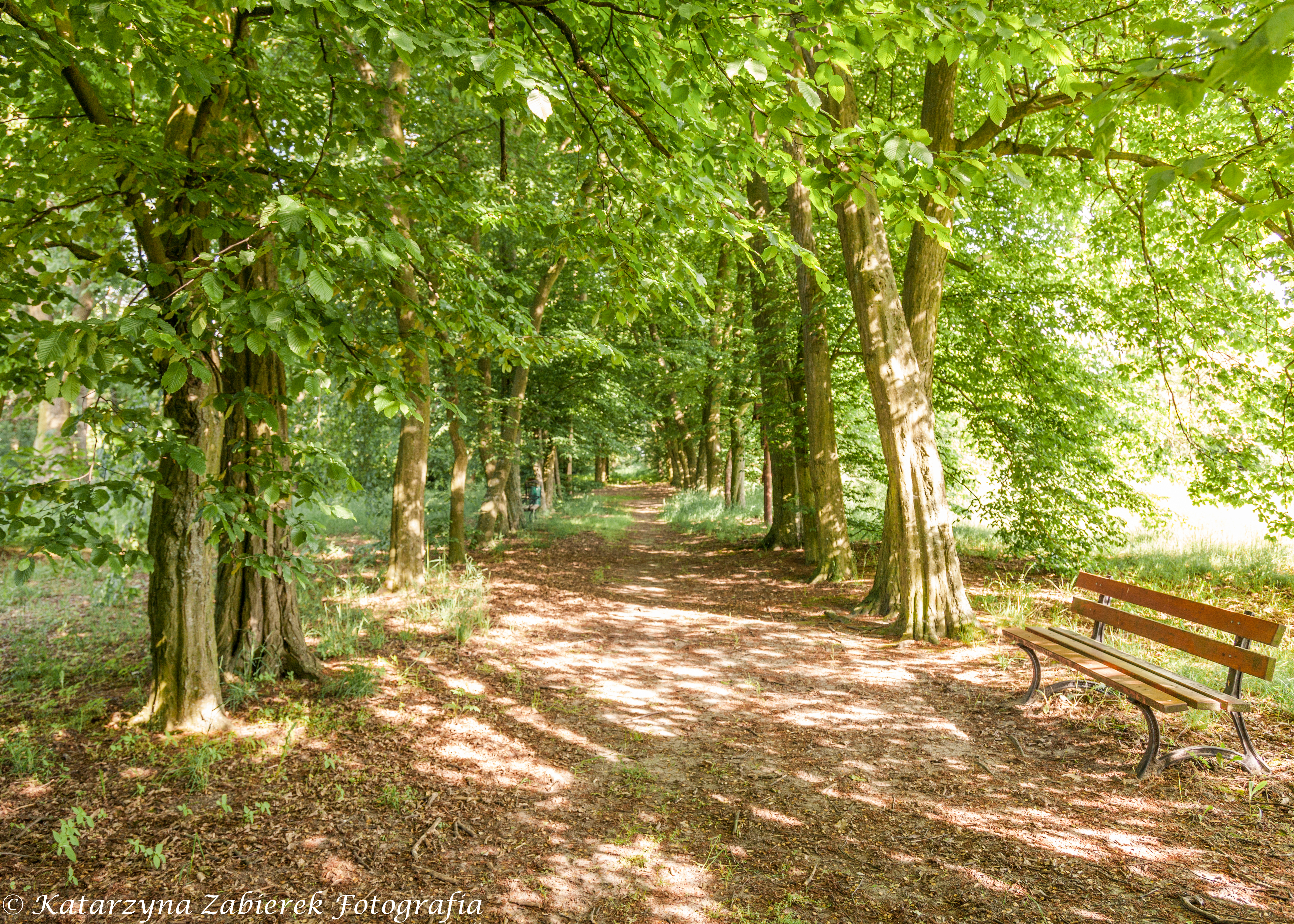
Aleja grabowa w parku w Radolinie- grupa drzew o statusie pomnika przyrody

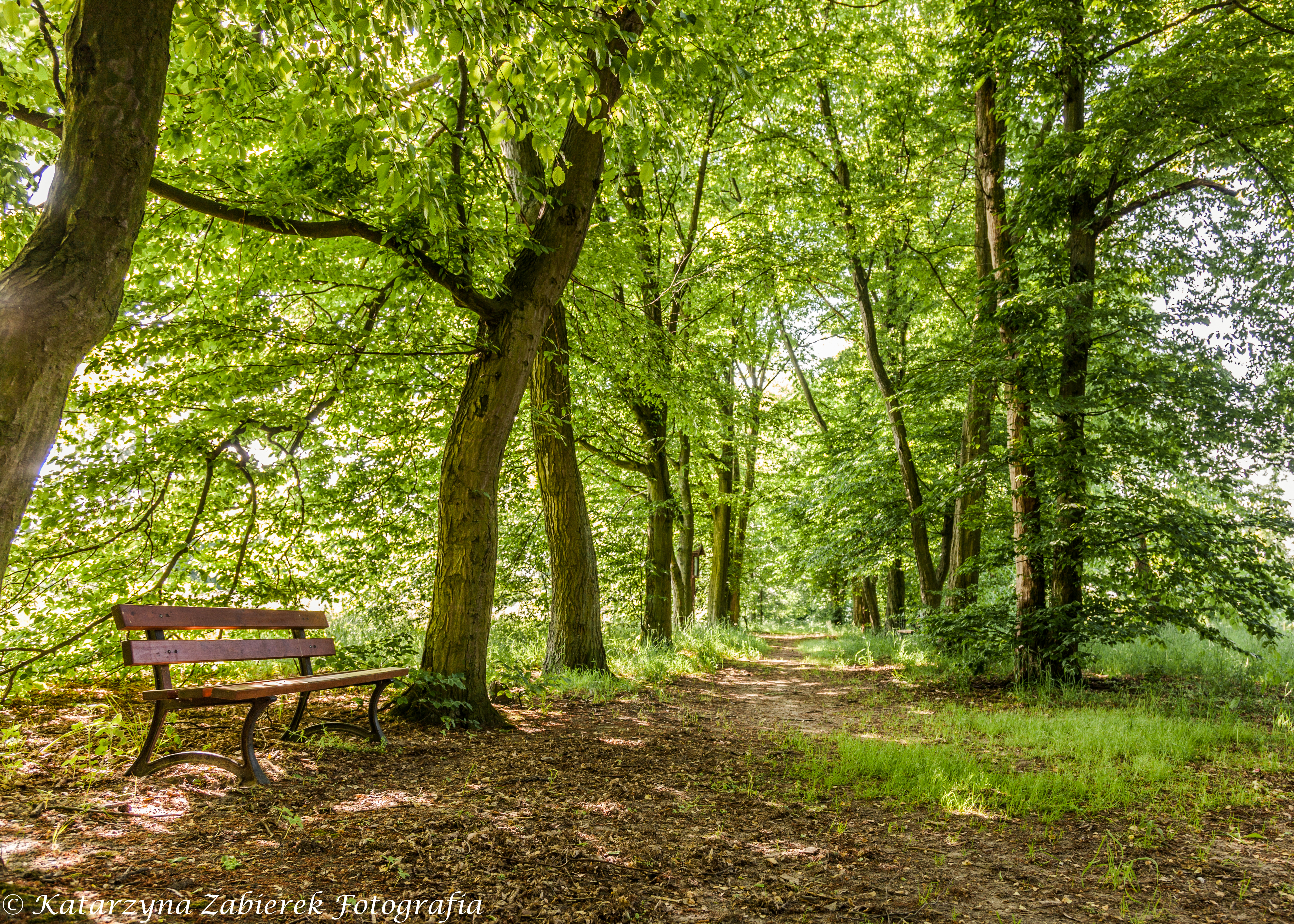
Aleja grabowa w parku w Radolinie- grupa drzew o statusie pomnika przyrody

Radolina – wieś w Polsce położona w województwie Wielkopolskim, w powiecie Konińskim, w gminie Golina.
| SIMC    | Nazwa            | Rodzaj    |
| ------- | ---------------- | --------- |
| 0283529 | Radolina-Młyn    | część wsi |
| 0283535 | Radolina-Parcele | część wsi |
| 0283541 | Rybaki           | część wsi |

W latach 1954-1958 wieś była siedzibą gromady Radolina, po jej zniesieniu  w gromadzie Golina. W latach 1975–1998 miejscowość administracyjnie należała do województwa konińskiego.

## Początki Radoliny
Pierwsze wzmianki o Radolinie pojawiają się w 1213 roku w księgach Cystersów z klasztoru w pobliskim Lądzie. Jednak wieś powstała wcześniej, nie sposób ustalić dokładnej daty. Wiemy, że osadnictwo na tym terenie formowało się w XI–XII w.
Ze źródeł historycznych wynika, że Radolina była zasobna, właściciele zręcznie wykorzystywali bowiem korzystne położenie wsi, budując m.in. młyn na rzece Warcie i drewniany wiatrak służący do mielenia zboża. W drugiej połowie XIX w. we wsi, w folwarku i przy młynie stało łącznie 19 domów, w których zamieszkiwało 275 osób. We wsi działał również kowal.

### Pochodzenie nazwy Radolina
Trudno podać genezę nazwy. Prawdopodobnie wywodzi się ona od Pradoliny Warty – określenia terenu, na którym leży wioska.

## Ród Leszczyców a Radolina
W XIII i XIV wieku właścicielami Radoliny był ród Leszczyce herbu Bróg. Przedstawiciele tego rodu pełnili istotne funkcje w ówczesnej administracji – Jan i Świętopełek byli podczaszymi kaliskimi, a Maciej wojewodą inowrocławskim.

### Piotr Wysz Radoliński
Najznamienitszy z Leszczyców – Piotr Wysz Radoliński – przyszedł na świat w roku 1354 jako drugie dziecko hrabiego Maczudy i Małgorzaty. Był gruntownie wykształcony, uzyskał tytuł doktora obojga praw na Uniwersytecie w Padwie. W roku 1392 król Władysław Jagiełło mianował go biskupem krakowskim oraz kanclerzem królowej Jadwigi. Wysz został trzecią osobą w państwie, cieszył się zaufaniem Jagiełły, który wysyłał go z różnymi misjami dyplomatycznymi. Biskup był również wykonawcą testamentu Jadwigi, zajmował się odnowieniem Akademii Krakowskiej, zostając kanclerzem wszechnicy. W 1397 roku bratanica Piotra Wysza – Barbara – została drugą żoną Zawiszy Czarnego. Po jego śmierci w wojnie tureckiej wdowa wraca do Radoliny i mieszka tam z synami do końca swego życia. W 1412 roku na skutek intryg księcia Witolda Wysz zostaje przeniesiony na biskupstwo poznańskie, umiera w Ciążeniu w roku 1414. Spoczywa w Katedrze Poznańskiej.

### Sprzedaż Radoliny
Do roku 1610 ród Leszczyców miał prawo do osadzania probostwa w Myśliborzu. Adam jednak sprzedał ten przywilej Rochowi Żychlińskiemu wraz z częścią Radoliny. Zabieg ten nie złagodził zadawnionych sporów między tymi dwoma rodami, dlatego w roku 1614 Radolińscy odsprzedają Żychlińskim resztę wsi. W połowie XVII w. ostatni Radoliński opuszcza miejscowość.

## Radolina w czasach rozbiorów Polski
Po III rozbiorze Polski Radolina znalazła się w granicach zaboru pruskiego, a po upadku Księstwa Warszawskiego – w Królestwie Polskim. W czasie powstania styczniowego, w roku 1863 Radolina i okoliczne wioski stały się terenem potyczki oddziału generała Taczanowskiego z Moskalami.
W czasach zaborów właścicielami wsi byli: Chmielewscy, Świniarscy, Kunatowscy i Suchorzewscy.

## Radolina w XX wieku

### Szkoła Podstawowa i Ochotnicza Straż Pożarna
Suchorzewscy bardzo dbali o rozwój miejscowości. Józef Suchorzewski otworzył w 1904 roku Szkołę Podstawową w Radolinie. Działała ona nieprzerwanie do lutego 1939 roku, kiedy to została zamknięta przez Niemców. 13 lutego 1945 r. szkoła w Radolinie wznowiła działalność w trudnych warunkach lokalowych. 200 uczniów gnieździło się w malutkim budynku, a wieczorem w ławkach szkolnych zasiadali dorośli, by nauczyć się czytać i pisać. Miejscowa ludność zaczęła dostrzegać konieczność budowy nowej szkoły. Kamień erekcyjny wbudowano w sierpniu 1959 r. Dzięki wielkiemu zaangażowaniu całej społeczności wiejskiej szkołę – Pomnik Tysiąclecia Państwa Polskiego – otwarto już 1 maja 1960 roku.
Józef Suchorzewski w czerwcu 1918 roku powołał Ochotniczą Straż Pożarną, która funkcjonuje do dziś.

### Kompleks dworsko-parkowy
Kompleks dworsko-parkowy spotkał znacznie gorszy los. Po zakończeniu II wojny światowej majątek został przejęty przez skarb państwa. Dwór wznoszący się pośrodku parku uległ zniszczeniu. Do dziś jednak można oglądać jego pozostałości.
Teren parku porasta drzewostan o charakterze naturalnym, w tym drzewa mające status pomnika przyrody. Najstarszym z nich jest ponad trzystuletni jesion wyniosły. W 1979 roku tą formą ochrony objęto również dwie parkowe aleje wiązową i grabową.

### Pożar w Radolinie
W 1952 roku Radolinę dotknęła wielka tragedia – połowę wsi strawił pożar, który wybuchł w środku nocy. Do dziś wśród starszych mieszkańców panuje przekonanie, że zabudowania w drugiej części miejscowości ocaliła Matka Boska, do której mieszkańcy modlili się o ratunek. W momencie, gdy wynieśli obraz na drogę, wiatr zmienił kierunek i ogień przestał się rozprzestrzeniać. Pogorzelcy. szybko odbudowali zniszczone zabudowania, lokując je nad biegnącą przez miejscowość szosą.

## Radolina dziś
Radolina leży nieopodal Nadwarciańskiego Parku Krajobrazowego na terenie Pyzderskiego Obszaru Chronionego Krajobrazu oraz na obszarze Natura 2000.
Na terenie wsi znajdują się rodzinne gospodarstwa rolne i sadownicze, w których uprawia się wiśnie, borówki amerykańskie i porzeczki. Znajduje się tu również elektrownia wiatrowa małych rozmiarów.

### Powstanie Wielkopolskiego Stowarzyszenia Odnowy Wsi „NASZA RADOLINA”
W 2013 roku powołano do życia Grupę Odnowy Wsi Radolina, a sołectwo przystąpiło do Programu „Wielkopolska Odnowa Wsi 2013–2020”.
23 lipca 2017 roku zwołano zebranie założycielskie, na którym powołano do życia Wielkopolskie Stowarzyszenie Odnowy Wsi „NASZA RADOLINA”.

### Wyróżnienia dla Radoliny
- 7 lipca 2019 roku sołectwo zostało wyróżnione w VII edycji konkursu „Fundusz sołecki – najlepsza inicjatywa” za projekt „Uczyńmy nasz park piękniejszym”.
- 22 września 2019 roku – jako jedyne z powiatu konińskiego – otrzymało tytuł Laureata w III edycji konkursu Aktywna Wieś Wielkopolska[11].